# 锡米亚讷拉罗通德
锡米亚讷拉罗通德（法語：Simiane-la-Rotonde，法語發音：[simjan la ʁɔtɔ̃d]）是法国上普罗旺斯阿尔卑斯省的一个市镇，属于福卡尔基耶区。

## 地理
锡米亚讷拉罗通德（43°58'50"N, 5°33'46"E）面积67.86 平方千米，位于法国普罗旺斯-阿尔卑斯-蓝色海岸大区上普罗旺斯阿尔卑斯省，该省份为法国东南部内陆省份，北起上阿尔卑斯省，西接沃克吕兹省，西北接德龙省，南至瓦尔省，东临滨海阿尔卑斯省，东北部与意大利接壤。
与锡米亚讷拉罗通德接壤的市镇（或旧市镇、城区）包括：巴农、蒙萨利耶、奥珀代特、勒韦斯迪比翁、瓦谢尔、日尼亚克、拉加尔德达普特、圣克里斯托尔、维安。

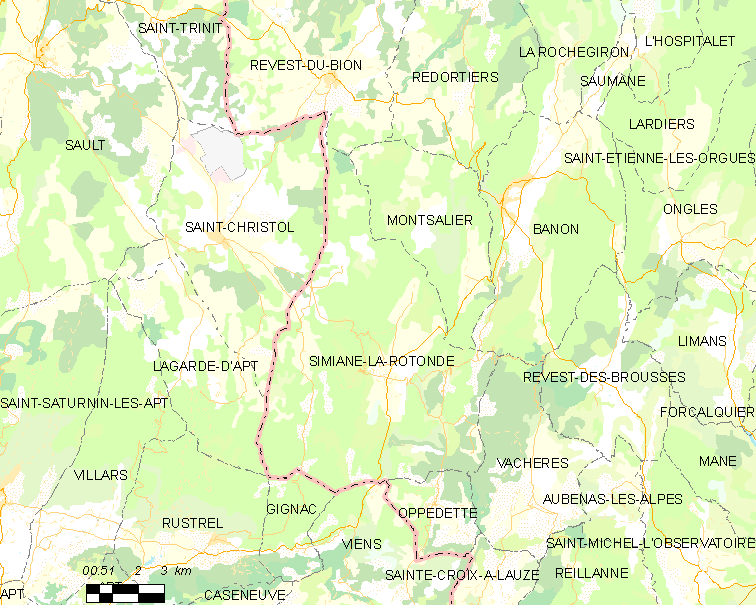
锡米亚讷拉罗通德的OSM定位图

锡米亚讷拉罗通德的时区为UTC+01:00、UTC+02:00（夏令时）。

## 行政
锡米亚讷拉罗通德的邮政编码为04150，INSEE市镇编码为04208。

## 政治
锡米亚讷拉罗通德所属的省级选区为雷亚讷县。

## 人口

1962-2008年间锡米亚讷拉罗通德人口变化图示

锡米亚讷拉罗通德于2022年1月1日时的人口数量为608人。